# Надежино (Нижньогородська область)
Надежино (рос. Надежино) — село в Росії у складі Ардатовського району Нижньогородської області. Входить до складу Хрипуновської сільської ради. Розташоване на річці Іржа. Колишній центр Надежинської сільської ради..
За переказами, Надежино - місце, де Іван Грозний під час походу на Казань розпорядився побудувати надійне зміцнення. Звідси і походження його назви (укр. надійний).

## Населення
| 1999 | 2002 | 2010 |
| ---- | ---- | ---- |
| 432  | ↘401 | ↘363 |